# Interstate 71
Interstate 71 (I-71) é uma rodovia interestadual norte-sul nas regiões centro-oeste e sudeste dos Estados Unidos. A rodovia passa por Kentucky e Ohio. Seu terminal sul está em um cruzamento com a I-64 e a I-65 (o Kennedy Interchange) em Louisville, Kentucky, e seu terminal norte em um cruzamento com a I-90 em Cleveland, Ohio. A I-71 corre simultaneamente com a I-75 de um ponto a cerca de 32 km (20 milhas) ao sul de Cincinnati, Ohio, até o centro de Cincinnati. Enquanto a maioria das interestaduais com números ímpares segue no sentido norte-sul, a I-71 segue mais no sentido nordeste-sudoeste, com algumas seções leste-oeste, e é principalmente uma rota regional que atende Kentucky e Ohio. Ela liga a I-80 e a I-90 à I-70 e, por fim (via I-65), liga à I-40. As principais regiões metropolitanas atendidas pela I-71 incluem Louisville, Cincinnati, Columbus e Cleveland.
Aproximadamente três quartos da rota ficam a leste da I-75, o que deixa a I-71 fora de lugar na malha interestadual.